# Tool-assisted speedrun
Tool-assisted speedrun (w skrócie TAS) – speedrun stworzony przy użyciu emulatorów, stosując funkcje niedostępne dla zwykłych graczy, jak modyfikacja gry klatka po klatce, granie w zwolnionym tempie czy łączenie nagrań z kilku podejść. Celem tak zmodyfikowanego przechodzenia gier jest usunięcie ludzkiego czynnika, umożliwia to wykorzystanie technik zbyt trudnych lub niemożliwych do wykonania przez człowieka. Autorzy TAS nie konkurują ze speedrunerami niekorzystającymi z pomocy, często ze sobą współpracując.

## Historia

### 1999–2001
Termin ten został wymyślony podczas powstawania pierwszych speedrunów z gry Doom – Andy „Aurican” Kempling wydał zmodyfikowaną wersję kodu źródłowego Dooma, która umożliwiała nagrywanie powtórek z rozgrywek dokonywanych w zwolnionym tempie oraz w wielu podejściach. W czerwcu 1999 r., Esko Koskimaa, Peo Sjöblom i Joonatan Donner założyli pierwszą witrynę mającą na celu zamieszczanie tak modyfikowanych speedrunów.
Założyciele strony, tak jak inne społeczności związane z TAS, wyraźnie podkreślali fakt, że ruch stworzony został wyłącznie do celów rozrywkowych, jednak ze względu na wysoką konkurencję szybko zyskał aspekt kompetytywny.

### 2003
W 2003 roku japoński gracz Morimoto udostępnił film, który prezentował ukończenie gry Super Mario Bros. 3 w 11 minut przy pomocy niesamowitych akrobacji. Film szybko stał się popularny, wzbudzając wiele kontrowersji. Wielu ludzi poczuło się „oszukanymi”, gdy okazało się, że filmik został wykonany przy użyciu emulatora. Joel „Bisqwit” Yliluoma miał inspirację założyć stronę internetową o nazwie NESvideos, który został poświęcony TAS dla Nintendo Entertainment System. Początkowo umieszczał filmy tylko dla NES, ale jego wspólnota rosła, więc zaczął dodawać filmy do emulatorów innych systemów. Później nazwa witryny została zmieniona na TASVideos, która istnieje do dziś.

## Proces tworzenia
Twórcy używają TAS w różnych celach, ale najważniejszą jest znalezienie optymalnego sposobu na ukończenie gry w jak najkrótszym czasie. Podstawową metodą jest powtarzanie każdego z segmentów gry w emulatorze, korzystając przy tym z takich funkcji jak spowolnienie rozgrywki czy możliwość zapisu i wczytania gry w dowolnym momencie. Poszczególne segmenty analizowane są klatka po klatce w celu znalezienia nowych sposobów na ich przejście. Czasy ustalone przez TAS są uważane za idealne i nie do pobicia przez człowieka. Dzięki temu gracze wiedzą, czy rekord jest nadal do pobicia, czy został już doprowadzony do perfekcji.
Rzadko używanym narzędziem jest wyszukiwanie wyczerpujące (brute-force) mające na celu sprawdzenie wszystkich możliwych sposobów dojścia do celu i wybranie najszybszego. W teorii ten sposób pozwala na znalezienie najoptymalniejszego sposobu na ukończenie każdej gry, lecz z powodu wykładniczo rosnącego czasu na znalezienie rozwiązania sposób ten jest używany tylko w bardzo krótkich częściach gry. Zamiast tego możliwy jest do użycia algorytm heurestyczny. Nie gwarantuje on znalezienia najoptymalniejszego rozwiązania, lecz może okazać się bardzo efektywny w rozwiązywaniu gier logicznych.
Kolejną rzadko używaną techniką jest deasembling gry i badanie logiki gry w celu znalezienia metod manipulacji szczęściem (RNG) oraz błędów możliwych do wykorzystania w zwykłym speedrunie lub TASie. 